# 坂井宏先
坂井 宏先（さかい ひろゆき、1946年 - 2014年4月18日）は愛知県新城市出身の編集者、出版社経営者。ポプラ社元代表取締役社長。

## 経歴
家具屋の家庭に生まれる。本来は小説家志望で、早稲田大学教育学部卒業後に女子美術大学付属高等学校で1年間教鞭を執りつつ小説を書いたが、作家の道を断念し、1972年、ポプラ社に中途入社。
初めは倉庫に配属され、砂埃の舞う劣悪な環境に憤りを感じて「オレが社長になって、この会社を変えてやる」と宣言。1974年、「同族会社の悲劇」と題する意見書を経営陣に提出し、同族経営だったポプラ社の体質を批判したために当時の社長から解雇されそうになった。また、労働組合のない同社で「社員の会」を結成し、労使交渉に乗り出して「代表取締役ヒラ社員」と呼ばれた。
編集者としては那須正幹の『ズッコケ三人組』シリーズを第1作『それいけズッコケ三人組』（1978年）から全作手がけた他、原ゆたかの人気シリーズ『かいけつゾロリ』をも担当。1983年には発注先の印刷会社の再編に乗り出し、その年度で9200万円、次年度で2億円の経費削減に成功。1987年、初めて管理職（課長代理）になる。
編集部長から専務取締役を経て、1998年に代表取締役社長就任。2000年には一般向け書籍の編集部を設立し、翻訳物の自己啓発小説『Good Luck』で160万部の売り上げを記録。また2002年には児童向け総合百科事典『総合百科事典ポプラディア』全12巻を企画し、社員からの猛反対にもかかわらず2010年までに6万セット以上の売り上げを達成した。中国進出にも野心的であった。
2013年11月25日、社長職を退任し、非常勤顧問に就任した。この頃から病気療養中だったという。
2014年4月18日死去。68歳没。

## 人物
40歳頃まで実家から仕送りを受けていたが、いつか必ず社長になると自ら信じていたため、それまでの必要経費と思っていたという。

## 逸話

### ズッコケ三人組の誕生
『それいけズッコケ三人組』は本来『ずっこけ三銃士』という題名だったが、それを古臭いと感じて現行の題名に改めたのは坂井だった。著者の那須正幹に無断で改題して刊行し、那須を驚かせた。
ズッコケシリーズの後書きで「8ヶ月に1冊書きます」と書いた那須の文章を「6ヶ月に1冊」として活字化し、「もう本になってしまってますし、今から変更するのもおかしいし、あれで読者は6ヵ月後と思ってます。このままでいきましょう!」と強引に押し切って1年2冊のペースに持って行かせたのも坂井だった。

### 那須正幹への謝罪
1983年に『とびだせズッコケ事件記者』が出た頃、東京新宿の飲み会で那須が当時の新人作家薫くみこに「編集者は坂井さん一人じゃないけん、いろんな人とやりなさい」と発言した。
しかし、これに坂井が反撥し、「何てことを言うんだ。この子はぼくが全力を尽くして、ここまで育てて来たんだ」、「だいたいあんたたちは礼儀がなっていない。室生犀星は軽井沢にいたころ、東京からの編集者をお迎えするときは、玄関に水をまき、玉砂利の目をそろえて、心してお迎えしたものだ。しかるにあんたたちは、そうした礼儀も何もないではないか」と那須や吉本直志郎を難詰した。
坂井の言葉に不快感を覚えた那須は憤懣やる方なく「もう坂井さんとの付き合いはやめよう、だからズッコケも終わりにしよう」と決心、「わしはもう、ズッコケは書けない。これは坂井さんとの仕事だからね。ほかの編集者とではだめなんだ」と坂井に言い渡し、シリーズが中絶の危機に瀕したこともあった。この時は、坂井が不遜を詫びて和解が成立した。「36年の人生で初めて、心から頭を下げた」と坂井は言っている。

### 前川かずおから高橋信也への交代
1992年7月、ズッコケシリーズの挿絵を第1作から担当していた前川かずおが急性白血病で入院し、面会謝絶となった。
同年12月1日に『ズッコケ三人組対怪盗X』の刊行を予定していた坂井は12月刊行を諦めかけたが、別の人気シリーズが画家の妊娠によって1年休刊したばかりに売れなくなってしまったという苦い経験を持っていた上、ポプラ社会長の田中治夫（当時）から「坂井君、こども達は待っているぞ」と言われたことで決心を固め、前川に無断で高橋信也に「前川先生そっくりの画を描いてくれないか」と持ちかけ、「それは無理です。前川先生に失礼ですよ」と固辞する高橋を強引に説得して前川タッチのイラストを描かせた。
その後、前川夫人にそのイラストを見せ「実は12月には、どうしても本を出したいんです。先生の病状は良くなりませんし、このままでは本が出せませんので」と説明した。前川夫人は「あなたは一体、何を考えているの。主人は今、病気と闘って生きるか死ぬかの境をさまよっているんですよ」、「画家を代えるなら別シリーズにしてほしい、というのが夫の考え」と反撥したが、坂井は「こども達は待っているんです」と田中の言葉を引用して前川夫人を説得し、最終的には前川夫妻の諒承を取り付け、12月24日の同書刊行を実現した。
前日から自宅に一時帰宅を許されていた前川に向かって坂井が「ありがとうございました。本ができました」と本を差し出すと、前川はその1ページ1ページを慈しむように見ながら「よかったね。よかった、よかった」と我が事のように喜んだ。前川は、刊行から約3週間後の翌1993年1月13日、55歳で死去した。

### 社長解任から死に至る経緯
2013年11月25日、坂井は取締役会でクーデターを起こされ、社長を解任された。その理由は、主に会社の私物化だったと『週刊新潮』2014年5月29日号に報じられている。
その後、坂井は突如として失踪し、遺体となって発見された。死因は心臓発作。